# Arriva-Länderbahn-Express
Az Arriva-Länderbahn-Express, röviden az ALEX egy magán-vasúttársaság Bajorországban. A társaság távolsági vonatokat közlekedtet Münchenből Obersdorfba, Lindauba, Hofba és Prágába.

## Járművek
A társaság egyaránt rendelkezik villamos- és dízelmozdonyokkal. A villamosított vonalakon DB 183 sorozatú EuroSprinter mozdonyokat (183 001–005), a nem villamosított szakaszokon pedig az ÖBB 2016 sorozat hoz hasonló Eurorunner mozdonyokat (223 061-072) használ.
A társaság színterve kék-fehér, a vagonokon élénk sárga csíkkal.

## Kiszolgált vasútvonalak
alex Nord:
- München–Regensburg-vasútvonal
- Regensburg–Hof-vasútvonal
- Nürnberg–Schwandorf-vasútvonal

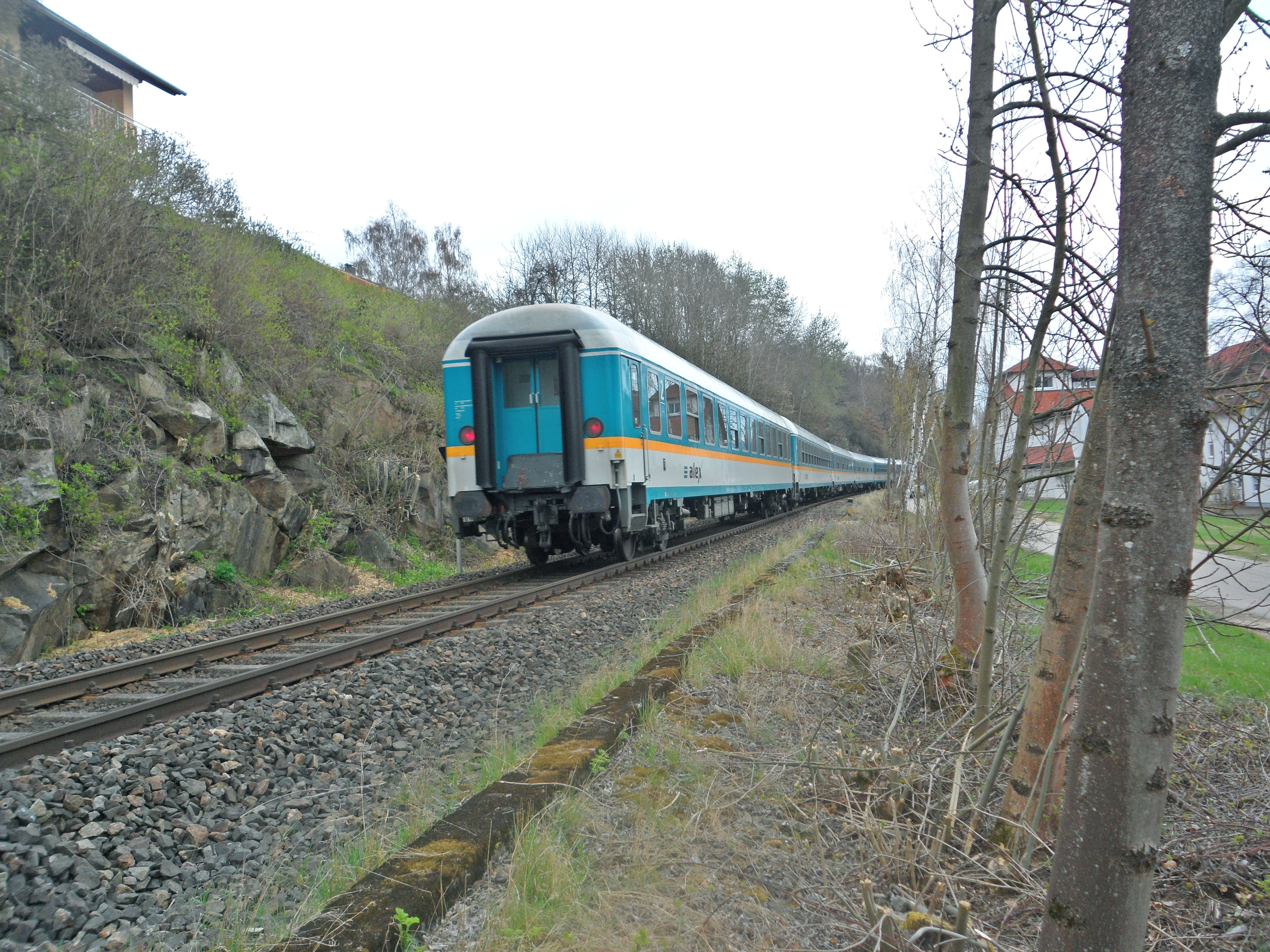
Alex vonat a Schwandorf–Furth im Wald-vasútvonalon Cham közelében

- Schwandorf–Furth im Wald-vasútvonal
- Furth im Wald–Plzeň-vasútvonal
- Prága–Plzeň-vasútvonal

alex Süd:
- Allgäubahn: München–Immenstadt–Lindau
- Illertalbahn: Immenstadt–Oberstdorf egy része